# Helmern (Bad Wünnenberg)
Helmern ist ein nordöstlicher Stadtteil von Bad Wünnenberg in Nordrhein-Westfalen, Deutschland und gehört zum Kreis Paderborn. Vor 1975 bildete es eine eigene Gemeinde und gehörte zum Amt Atteln im Altkreis Büren. Im Jahre 2012 hatte der Ort etwa 895 Einwohner.

## Geographie

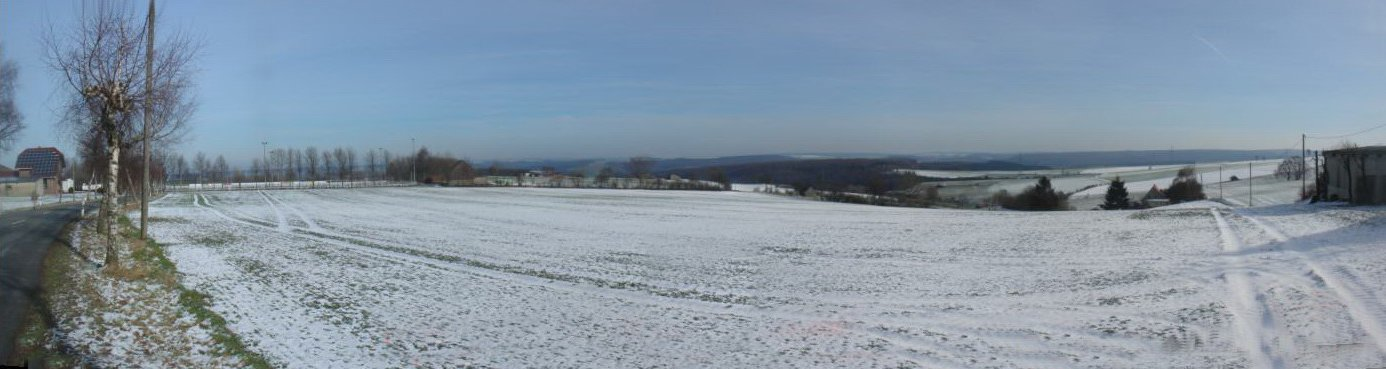
Panoramasicht vom Sportplatz aus gesehen.

Im Norden laufen die Ackerfluren der Paderborner Ebene aus. Im Süden beginnen die Berge des Hochsauerlands. Im Nordosten der Stadt Bad Wünnenberg gehört Helmern zum Sintfeld, einem Teil der größten Karstlandschaft Nordrhein-Westfalens.

### Nachbarorte
Im Südwesten beginnend im Uhrzeigersinn grenzen an Helmern Bad Wünnenberg, Haaren, Henglarn und Atteln, Husen, Dalheim, Elisenhof und Eilern.

## Geschichte

### Frühe Geschichte
Die erste Nennung Helmerns erfolgte im Jahr 1036 in einer Schenkungsurkunde Bischof Meinwerks. Der Bischof schenkte dem Stift das Vorwerk, das zu der Zeit als Hilimari bezeichnet wurde. Eine urkundliche Erwähnung gibt es für das frühe 14. Jahrhundert.
Das Gebiet um Wünnenberg wurde wahrscheinlich schon in der Mittelsteinzeit besiedelt. Archäologische Funde aus verschiedenen Epochen wurden in Ausgrabungen in Wünnenberg, Fürstenberg, Haaren und Leiberg gehoben. Die in Helmern belegten Siedlungen Helmern und Westhelmern gehen auf die Jahre um 1250 bis 1350 zurück, wobei Westhelmern die ältere ist und etwa 1000 Meter vom heutigen Ortszentrum entfernt lag. Weitere Siedlungen in dieser Zeit waren unter anderen Haaren, Tindelen und Altenbödekken. In der Zeit vom Spätmittelalter bis zur frühneuzeitlichen Konsolidierung (1380 bis 1550) fielen jedoch die meisten Siedlungen in dieser Region wüst. Für diese Entwicklung waren zahlreiche Fehden, Seuchen und Raubzüge verantwortlich, die Bevölkerung drängte in befestigte Orte. An den Folgen der Pest starb in Helmern etwa ein Drittel der Bevölkerung. Für den Ort ist belegt, dass er 1430 nicht mehr besiedelt war. Westhelmen blieb auf Dauer eine Wüstung; für Osthelmen sind für 1548 wieder Einwohner urkundlich nachgewiesen. Als Grund für die Neubesiedlung wird das Vorhandensein der in der Dorfmitte befindlichen Sprengquelle, einer Quelle mit dem Namen Stehbusch Poul sowie einiger Zisternen angenommen. Auf diese Weise wurde der Ort bis 1924 mit Wasser versorgt. Die Schreibweise war in den Jahrhunderten unterschiedlich; es sind die Ortsbezeichnungen Hilimeri, Hilimari, Helmeren und Helmere überliefert.
Helmern gehörte bis zu den Napoleonischen Kriegen zum Amt Wewelsburg im Hochstift Paderborn. Im Königreich Westphalen bildete der Ort von 1807 bis 1813 eine Gemeinde im Kanton Atteln des Distrikts Paderborn im Departement der Fulda. 1816 kam die Gemeinde zum neuen Kreis Büren, in dem sie zum Amt Atteln gehörte.
Der Ort war immer wieder von Feuern bedroht, bei einem Großfeuer im Jahr 1838 wurde ein ganzer Ortsteil mit neun Höfen vernichtet. 1849 starben 40 Bewohner am sogenannten schwarzen Nervenfieber (vermutlich Typhus), und 1872 erkrankten etwa 400 Menschen an der Ruhr.
Zwei Bewohner des Ortes schafften sich in den Jahren vor Beginn des Zweiten Weltkriegs die ersten Autos an, die auch anderen gegen Bezahlung zur Mitfahrgelegenheit angeboten wurden. Die Bedeutung der Fahrräder nahm stark zu. Ein Holzvergaserbus bediente ab 1946 die Strecke Haaren – Helmern – Atteln – Henglarn über Tudorf nach Salzkotten. Der Bus fuhr am Morgen hin und abends zurück und beförderte häufig statt der zulässigen 50 bis zu 100 Passagiere. Die Situation verbesserte sich 1949, nachdem der Linienverkehr von der Deutschen Bundespost übernommen worden war.

### Versorgungslage im 19. und 20. Jahrhundert
Im 19. Jahrhundert war die Versorgungslage der Bevölkerung schwierig. Da Mineraldünger noch unbekannt war, gab es nur unzureichende Ernteerträge. Infolge von mangelnder Hygiene und unzureichender ärztlicher Versorgung war die Kindersterblichkeit hoch. Die Männer suchten neben der Landwirtschaft Arbeit auf benachbarten Gutshöfen oder verdingten sich als Waldarbeiter. Die immer wieder vorkommenden Missernten führten zu Versorgungsengpässen und auch Hungersnöten. In den Jahren 1866 und 1869 wurden die Ernten durch schwere Unwetter vernichtet, aber nur einige Landwirte waren bei der Kölnischen Hagelversicherung abgesichert. Trotz des Einsatzes von Vertilgungsmitteln traten immer wieder Mäuseplagen auf, die zum Verlust der Ernte führten. Im Juni 1867 gab es in der ganzen Gegend kein Getreide für die Brotherstellung mehr zu kaufen. Für horrende Preise kauften die Gemeindevorsteher im Militär-Magazin in Münster 300 Scheffel Roggen. Viele Familien mussten hochverzinsliche Kredite aufnehmen, um dieses Getreide kaufen zu können. Die landwirtschaftlichen Betriebe gerieten in eine Schieflage. Es zeichnete sich der finanzielle und wirtschaftliche Ruin ab. Im Jahr 1878 wurden fünf Bauernhöfe zwangsversteigert, auch in den Jahren davor waren schon etliche Besitzungen versteigert worden. Für 1879 wird berichtet, dass die Mäuse die Ernte schon zu zwei Dritteln auf dem Halm vernichteten.

### Aufruhr
Durch die Kapitulation im Jahr 1918 wurde der Erste Weltkrieg beendet. Deutschland konnte seinen Reparationsverpflichtungen nicht mehr nachkommen, danach kam es im gesamten besetzten Gebiet zum Generalstreik. Auch in Helmern kam es zu Unruhen. Der Generalstreik wurde hier nach kurzer Zeit beendet, da man den Nutzen nicht erkannte. Die Einwohner kamen überein, die Rhein-Ruhr-Abgabe nicht mehr zu bezahlen. Die vom Finanzamt zugestellten Bescheide wurden ebenso wie die darauf folgenden Mahnbescheide nicht beachtet. Ein Gerichtsvollzieher ging von Haus zu Haus und versuchte, die rückständigen Steuern einzutreiben. Teilweise gelang dies, teilweise stellten die Bürger sich stur. Es kam zu Pfändungen von Vieh, Mobiliar und Geräten. Eine Versteigerung wurde auf den 21. Februar 1924 festgesetzt. Es kam zu Tumulten. Von außerhalb wurden Landjäger eingesetzt, die teilweise geschlagen wurden. Die Dorfbewohner waren sich einig, kein einziges Gebot abzugeben und bedrohten auswärtige eventuelle Bieter massiv, auch mit Totschlag. Die Versteigerung konnte nicht stattfinden, da etwa vierhundert Menschen die Beamten bedrohten und verhöhnten. In den danach stattfindenden turbulenten Gerichts- und Berufungsverhandlungen wurden die zuerst verhängten langjährigen Gefängnisstrafen revidiert und lediglich drei Täter zu Geldstrafen verurteilt.

### Eingemeindung
Zum 1. Januar 1975 wurde die Gemeinde Helmern nach § 29 des Sauerland/Paderborn-Gesetzes zusammen mit Wünnenberg, Bleiwäsche, Elisenhof, Fürstenberg, Haaren und Leiberg zur neuen Stadt Wünnenberg zusammengeschlossen.

### Einwohnerentwicklung
- 1800: etwa 500 Einwohner
- 1880: etwa 600 Einwohner[6]
- 1961: 744 Einwohner[5]
- 1970: 775 Einwohner[5]
- 1974: 809 Einwohner[7]
- 1985: 803 Einwohner
- 2007: 942 Einwohner
- 2012: 895 Einwohner
- 2021: 878 Einwohner[8]

### Berufe
Die Handwerksbetriebe änderten sich immer wieder. In früheren Jahren gab es mehr, dafür aber kleinere Betriebe. Typische Berufe waren Stellmacher, Schuster, Schreiner, Schmied, Maler, Müller, Friseur, Hausschlachter und Bäcker. Durch strukturellen Wandel fielen etliche dieser Berufe weg und es kamen neue wie Elektriker, Kfz- oder Landmaschinenmechaniker hinzu. Viele Handwerksarbeiten wurden nicht mit Geld, sondern in Naturalien bezahlt. Eine erste Bäckerei eröffnete 1929, vorher wurde das Brot entweder im eigenen Ofen oder im Backhaus gebacken. Ein entscheidender Fortschritt war der Anschluss an die Stromversorgung. Ein weiterer Erwerbszweig war der Beruf des Wanderschäfers. Die zogen mit den Tieren vom Sintfeld bis zum Niederrhein und wieder zurück. Zur Zeit des Dreißigjährigen Krieges gab es im Dorf zwei Schafherden, und 1769 kam eine dritte hinzu. Für 1908 sind drei Herden mit je etwa 300 Tieren belegt. Dazu gab es eine Ziegen-, eine Schweineherde und eine Gänseschar, die in den Wäldern in der Umgebung gehütet wurden. Die Tiere wurden auf Schaf- oder Viehmärkten in Büren, Marsberg oder Paderborn vermarktet, soweit sie nicht dem Eigenverbrauch dienten. Die geschorene Wolle der Schafe war eine weitere Einnahmequelle. Geschoren wurden die Tiere von Frauen und Mädchen aus der Gegend um Duderstadt, die sich als Handscherer verdingten. Eine Frau brachte es auf eine Tagesleistung von etwa 30 bis 35 Schuren. Nach Einführung der elektrischen Schermaschinen wurde die Arbeit von Männern erledigt, die es auf bis zu 100 Tiere am Tag brachten. Die Wolle wurde hauptsächlich von Juden aufgekauft. Die 1937 in Paderborn errichtete Wollhalle wurde im Zweiten Weltkrieg zerstört. Die Schafherden wurden nach 1949 immer kleiner, und nach Beendigung der Flurbereinigung in Helmen und dem Bau der Autobahn Kassel-Ruhrgebiet war die Wanderschäferei nicht mehr durchführbar.

### Wasserversorgung
Helmern galt als trockenes Dorf. Beim Bau der ersten Wasserleitungen dienten die Quellen Stebusch-Poul und das Ströllenken als hauptsächliche Versorger, sie wurden von einigen Feldquellen – auf Tellen Wiese und im Böhn – sowie den vorhandenen Brunnen und Zisternen ergänzt. Immer wieder traten Dürrezeiten auf, weil die Versorgung nicht ausreichte. Die schlimmsten Dürrenjahre waren 1893, 1901 und 1904. Die Quellen und Brunnen versiegten, und Wasser für die Bevölkerung und die Tiere musste von Henglarn und Friedrichsgrund mit Wagen angefahren werden. Die Dörfer Helmern und Haaren planten 1907 den Bau einer gemeinsamen Wasserleitung. Aus dem Altenautal sollte Wasser in die Dörfer gepumpt, und die vorhandenen Quellen sollten optimiert werden. Der Auftrag zum Bau wurde im selben Jahr erteilt. Die Quelle wurde unterschiedlich gefasst, und das Wasser floss durch eine Rohrleitung bis zur Entnahmestelle an der Kaplanei. Wasser, das nicht verbraucht wurde, floss weiter zum Vorratsraum Spreng und dann zum Löschwasserteich (Rate), der den Bauern auch als Speicherbecken für die mobile Wasserversorgung ihres Viehs auf den Feldwiesen diente. Ein Pumpenhaus und ein Hochbehälter wurden 1924 gebaut. Das Wasserwerk Haaren-Helmern wurde 1925 eingeweiht. Das Wasser wurde in die Hochbehälter Haaren, von dort zum Hochbehälter Helmern gepumpt und von dort aus in das Ortsnetz eingeleitet. Da die Pumpen mit Wasserkraft betrieben wurden, war wieder die Versorgung der Bevölkerung nicht gewährleistet. Erst 1934 wurde auf elektrischen Antrieb umgestellt. Erneute Wasserknappheit herrschte wegen Energieknappheit im Zweiten Weltkrieg in den Jahren 1940 und 1941. Während des kalten Winters 1940/1941 froren die Leitungen des Ortsnetzes ein, kein Haus war mehr mit Wasser versorgt. Im Frühjahr brach wegen der vielen Rohrbrüche die Versorgung zusammen. Das marode Ortsnetz wurde 1971 zu zwei Dritteln erneuert; dadurch wurde der Wasserverlust geringer und die Versorgung sicherer. Durch den Bau der Aabachtalsperre und eines wesentlich größeren Wasserbehälters stabilisierte sich die Lage.

## Kirche

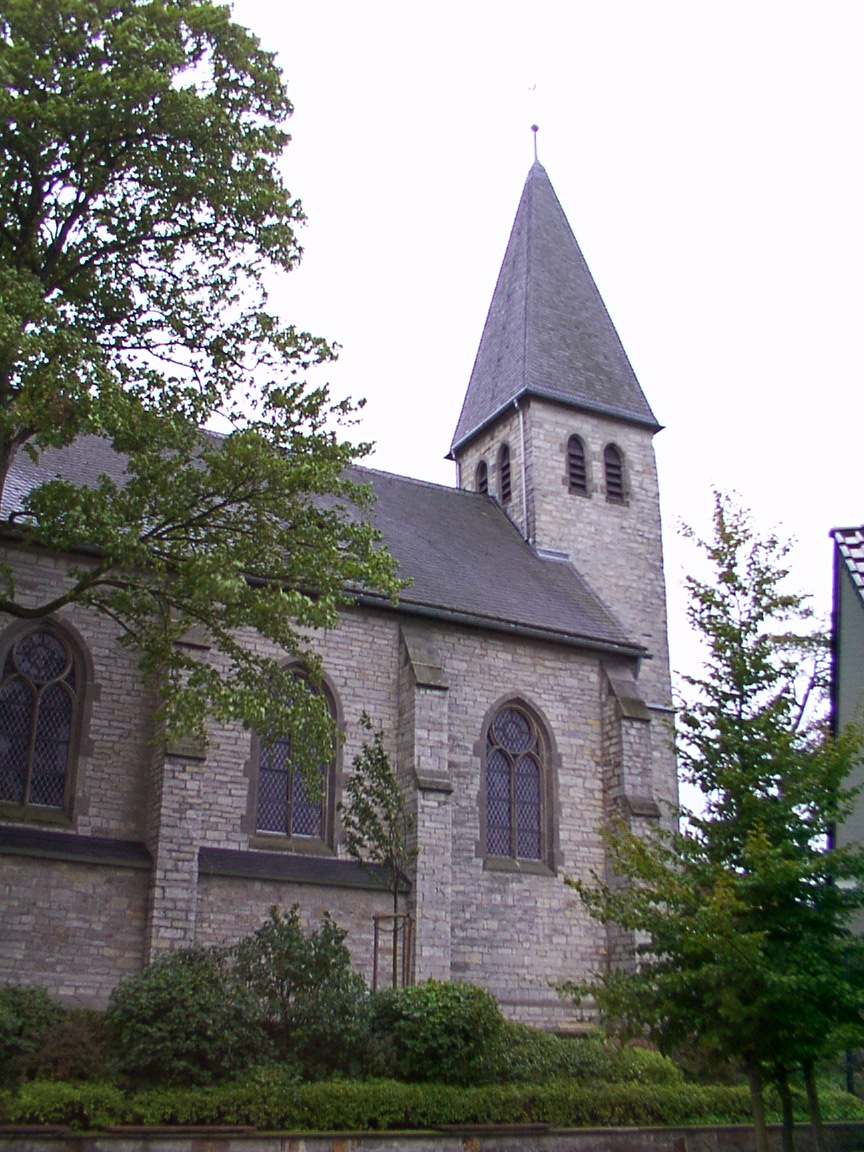
Kirche St. Appolonia

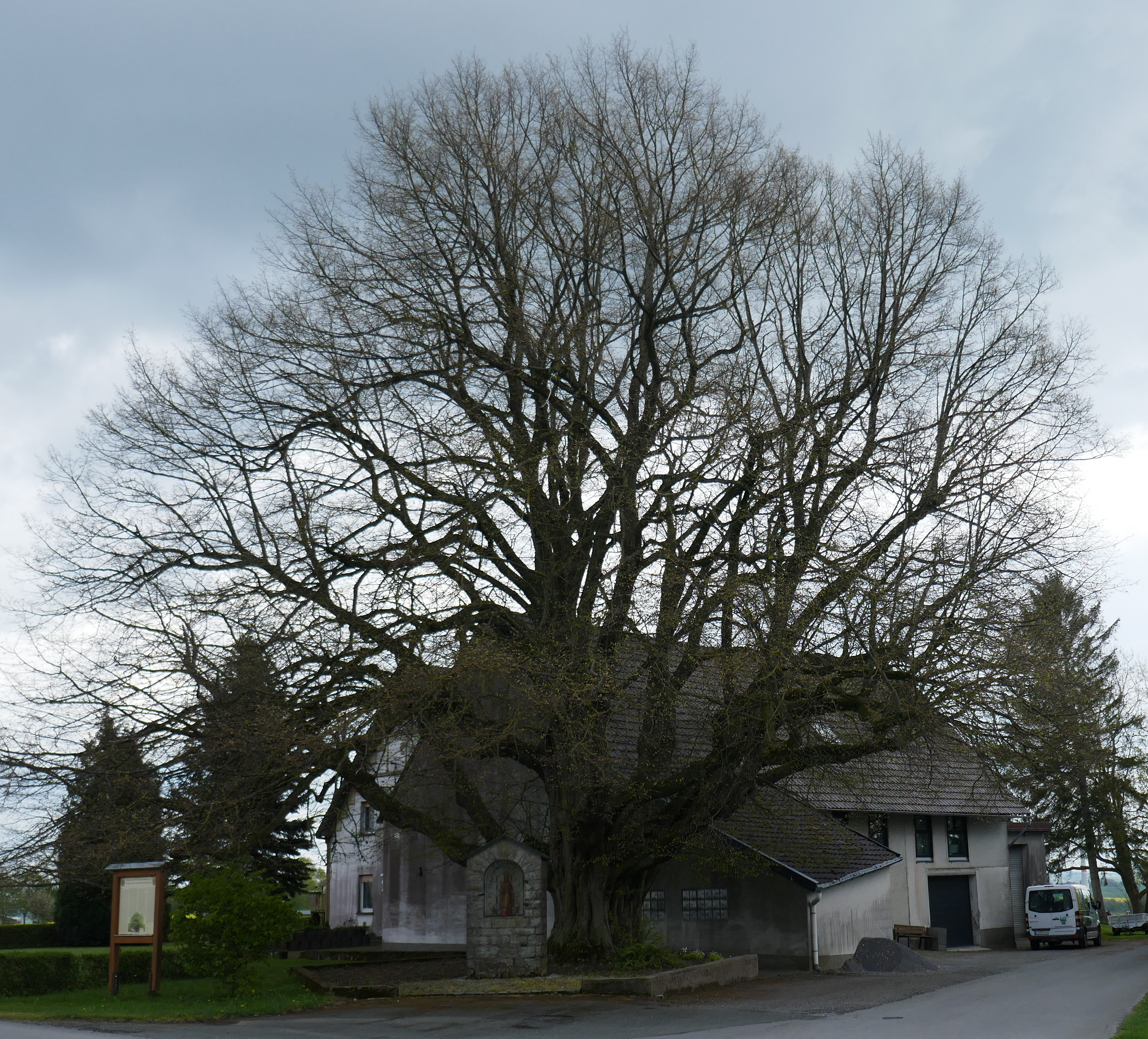
Sturmius–Linde

Die Pfarrkirche St. Apollonia in Helmern geht auf das Jahr 1669 zurück. Sie wurde baufällig, im Jahr 1748 neu errichtet und schließlich im Jahr 1886 neu gebaut. Die Gemeinde gehörte bis 1384 zur Pfarrei in Haaren und von 1384 bis 1920 zur Pfarrei Atteln, die ziemlich abgelegen war. Der Weg für die Kirchgänger war weit und besonders im Winter beschwerlich.

## Schule
Ein Ackerknecht war um 1800 als Lehrer tätig, der Unterricht wurde in der Wohnung des Ortsvorstehers gehalten. 1813 wurde er von einem Lehrer abgelöst. Für 1825 sind 175 Schüler verzeichnet. Eine ehemalige Gastwirtschaft und Brennerei wurde 1826 von der Gemeinde gekauft, zur Schule umgebaut und eingerichtet. Das Gebäude wurde später baufällig. Der Baumeister Hammaker aus Büren erstellte Baupläne für einen Neubau. Die Finanzierung wurde mit einer Kollekte im Regierungsbezirk Minden gesichert. Die Einweihung der neuen Schule fand im Herbst 1879 statt. Gleichzeitig wurde eine neue Lehrerstelle geschaffen. Das dreiklassige Schulsystem wurde von zwei Lehrern unterrichtet. 1882 besuchten 110 Kinder die Schule. Seit 1887 wurden die Jungen und Mädchen der Oberklassen getrennt unterrichtet, diese Maßnahme wurde 1912 wieder abgeschafft, weil die Jungen in der Überzahl waren. Das Schulgebäude wurde 1928 renoviert und erweitert. 1961 wurden eine Pausenhalle und eine neue Toilettenanlage gebaut. Die Schule wurde 1971 geschlossen.

## Sturmius-Linde
auch „Dicke Linde“, oder „Alte Linde“
Die Alte Linde ist der Wappenbaum des Orts und wird im Dorfwappen dargestellt. Sie steht südlich des Dorfkerns, an der Sintfeldhöhenstraße, vor einem Einzelgehöft. Vor dem Baum steht ein Bildstock mit einer Statue des Hl. Sturmius, der die Linde ihren Namen zu verdanken hat.
Die als Naturdenkmal geschützte Sommerlinde wurde, laut Beschreibung im vorangestellten Schaukasten, im Jahr 1487 gepflanzt und wäre somit rund 530 Jahre alt. Sie hat einen Stammumfang von etwas über 6 m und eine Höhe von 18 m.

## Vereine
- Schützenverein[14]
- Musikverein
- Tambourcorps[15]
- Verein für Jugendpflege e. V.[16]
- Freiwillige Feuerwehr, Löschgruppe Helmern, mit Jugendfeuerwehr[17]
- Heimat- und Verkehrsverein Helmern[18]

## Persönlichkeiten
- Wilhelm Wächter (1906–1943), römisch-katholischer Geistlicher, Steyler Missionar und Märtyrer